# Stordal
Stordal este o comună din provincia Møre og Romsdal, Norvegia.